# Dominik Peter
Dominik Peter (Zúrich, 30 de mayo de 2001) es un saltador de esquí suizo. Compitió en los Juegos Olímpicos de Invierno de 2022. Actualmente reside en Einsiedeln.